# Oh Chang-seok
Oh Chang-seok (en hangul, 오창석; hanja: 吳昶錫; RR: O Chang-seok) es un actor surcoreano.

## Biografía
Estudió diseño industrial en la Universidad Sejong.
El 2 de julio del 2019 confirmó que estaba saliendo con la modelo surcoreana Lee Chae-eun.

## Carrera
Es miembro de la agencia PF Entertainment (PF엔터테인먼트).
En diciembre del 2010 se unió al elenco recurrente de la serie Athena: Goddess of War donde interpretó a Lee Dong-hoon, un miembro del Servicio Nacional Antiterrorista (NTS).
El 7 de mayo del 2012 se unió al elenco principal de la serie Love, My Love donde dio vida a Park No-kyung, hasta el final de la serie el 4 de enero del 2013.
El 20 de mayo del 2013 se unió al elenco principal de la serie Princess Aurora donde interpretó a Hwang Ma-ma, un novelista irritable y perfeccionista del cual Oh Ro-ra (Jeon So-min) se enamora, hasta el final de la serie el 20 de diciembre del mismo año.
El 5 de abril del 2014 se unió al elenco principal de la serie Jang Bo-ri Is Here! donde dio vida a Lee Jae-hee, el medio hermano de Lee Jae-hwa (Kim Ji-hoon) a quien envidia por ser una amenaza potencial para heredar el negocio de su padre.
El 23 de enero del 2017 se unió al elenco principal de la serie Defendant (también conocida como "Innocent Defendant") donde interpretó a Kang Joon-hyuk, un fiscal y el mejor amigo del también fiscal Park Jung-woo (Ji Sung).
El 9 de mayo del 2018 se unió al elenco principal de la serie Rich Man donde dio vida a Min Tae-joo, el gentil y cálido cofundador y vicepresidente de la empresa de juegos "Next In", hasta el final de la serie el 28 de junio del mismo año.
El 3 de junio del 2019 se unió al elenco principal de la serie A Place in the Sun (también conocida como "The Sun’s Season") donde interpretó a Oh Tae-yang (Kim Yoo-wol), hasta el final de la serie el 1 de noviembre del mismo año. El actor interpretó a Choi Seung-hun de joven.
En marzo de 2021 se anunció que se había unido al elenco principal de la serie web Love #Hashtag donde dará vida a Kang Ji-hoon, el dueño del café. La serie será la segunda temporada del drama web I Started Following Romance (2019). La serie web de 10 partes seguirá el tema de la primera temporada, mostrando las historias de amor de personas de entre 20 y 30 años a través de las funciones de redes sociales.

## Filmografía

### Series de televisión
| Año     | Título                   | Personaje                            | Notas         | Ref.          |
| ------- | ------------------------ | ------------------------------------ | ------------- | ------------- |
| 2008    | Worlds Within            | Sung So-yoo                          |               |               |
| 2009    | The Return of Iljimae    | -                                    |               |               |
| 2010-11 | Athena: Goddess of War   | Lee Dong-hoon                        |               |               |
| 2011    | Special Affairs Team TEN | Seung Yi-han                         | Ep. 4         |               |
| 2012-13 | Love, My Love            | Park No-kyung                        | 175 episodios |               |
| 2013    | Princess Aurora          | Hwang Ma-ma                          | 150 episodios |               |
| 2014    | Jang Bo-ri Is Here!      | Lee Jae-hee                          | 52 episodios  |               |
| 2015    | My Heart Twinkle Twinkle | Cha Do-hoon                          |               |               |
| 2015    | You Will Love Me         | Oh Geun-baek                         | 16 episodios  |               |
| 2016    | Entourage                | Oh Chang-seok                        | Ep. 13        |               |
| 2017    | Defendant                | Kang Joon-hyuk                       | 18 episodios  |               |
| 2018    | Rich Man                 | Min Tae-joo                          | 16 episodios  | [ 12 ]        |
| 2019    | A Place in the Sun       | Oh Tae-yang / Kim Yoo-wol / James Oh | 102 episodios |               |
| 2021    | Love #Hashtag            | Kang Ji-hoon                         | Serie web     |               |
| 2024    | The Two Sisters          | Baek Seong-yoon                      |               | [ 13 ] [ 14 ] |
| 2025    | Motel California         | Padre biológico de Yeon-soo          | Episodios 8-9 | [ 15 ]        |

### Películas
| Año  | Título                       | Personaje     | Notas                                                                            |
| ---- | ---------------------------- | ------------- | -------------------------------------------------------------------------------- |
| 2010 | Come, Closer                 | Young-soo     | junto a Yoon Kye-sang, Jung Yu-mi, Yoon Hee-seok, Yozoh y Jang Seo-won           |
| 2011 | Athena: The Movie            | Lee Dong-hoon | junto a Jung Woo-sung, Lee Ji-ah, Choi Siwon, Oh Yoon-ah, Cha Seung-won y Soo Ae |
| 2015 | Mission: Kidnap the Top Star | Yoon-bin      | junto a Jung Heon, Kim Jung-hun, Kim Joo-ri, Park Dong-bin y Yoon Ah-min         |
| 2019 | The House                    | Jo Joon-eui   | junto a Seo Woo, Sa Hee, Won Hyun-joon, Baek Soo-ryun y Kim Tae-yong             |

### Programas de variedades
| Año        | Programa                                                 | Notas                                              |
| ---------- | -------------------------------------------------------- | -------------------------------------------------- |
| 2019       | Taste of Dating Season 2 (우리가 잊고 지냈던, 연애의 맛) | miembro                                            |
| 2019       | Problem Child in House (옥탑방의 문제아들)               | (ep. #41) - invitado                               |
| 2019       | Running Man                                              | (ep. #443) - invitado                              |
| 2017       | Living Together in Empty Room                            | (ep. #16-19) - miembro                             |
| 2016       | Law of the Jungle in East Timor                          | (ep. #241-246) - miembro                           |
| 2016       | King of Mask Singer                                      | (ep. #59) - concursó como "A Feisty Little Prince" |
| 2016       | I Live Alone                                             | (ep. #152) - invitado                              |
| 2015       | 결혼 터는 남자들                                         |                                                    |
| 2014, 2019 | Radio Star (라디오스타)                                  | (ep. #393, 652) - invitado                         |
| 2014       | Three Wheels (세상을 바꾸는 퀴즈)                        |                                                    |
| 2014       | Witch Hunt (마녀사냥)                                    |                                                    |

### Apariciones en videos musicales
| Año  | Artista              | Canción       | Notas |
| ---- | -------------------- | ------------- | ----- |
| 2009 | Jo Kwan-woo (조관우) | "가슴은 알죠" |       |
| 2010 | Choi Jung-in (정인)  | "미워요"      |       |

### Musicales
| Año  | Obra                            | Personaje | Notas        |
| ---- | ------------------------------- | --------- | ------------ |
| 2020 | Eye of the Dawn (여명의 눈동자) | -         | junto a Hyuk |

### Anuncios
| Año  | Título                 | Notas |
| ---- | ---------------------- | ----- |
| 2013 | Thulekorea             |       |
| 2011 | Amore Pacific Laneige  |       |
| 2011 | Nikon                  |       |
| 2008 | Oberhausen Bubble      |       |
| 2008 | KTF Shows              |       |
| 2008 | Rizzo Database Shampoo |       |
| 2008 | Kuchen                 |       |
| 2008 | Hayika Car Insurance   |       |
| 2008 | Ottogi Jinramyeon      |       |
| 2007 | Kumho Asiana           |       |

## Discografía
| Año  | Intérpretes                 | Canción                    | Álbum                         | Notas |
| ---- | --------------------------- | -------------------------- | ----------------------------- | ----- |
| 2013 | Oh Chang-seok & Seo Ha-joon | I Want To Live (살고 싶어) | OST Pt.3 de "Princess Aurora" |       |

## Premios y nominaciones
| Año  | Categoría                                     | Premio                                      | Trabajo             | Resultado |
| ---- | --------------------------------------------- | ------------------------------------------- | ------------------- | --------- |
| 2020 | Top Excellence Award, Actor in a Serial Drama | 7th APAN Star Award                         | A Place in the Sun  | Nominado  |
| 2019 | Excellence Award, Actor in a Daily Drama      | KBS Drama Award                             | A Place in the Sun  | Nominado  |
| 2016 | 베스트 커플상 (junto a Lee Tae-im)            | 제10회 케이블TV 방송대상                    | You Will Love Me    | Ganaron   |
| 2014 | Excellence Award, Actor in a Serial Drama     | MBC Drama Award                             | Jang Bo-ri is Here! | Nominado  |
| 2013 | Best New Actor                                | MBC Drama Award                             | Princess Aurora     | Ganó      |
| 2013 | Best New Actor                                | 2nd APAN Star Award                         | Princess Aurora     | Nominado  |
| 2012 | Best New Actor in a TV Drama                  | 20th Korean Culture and Entertainment Award | Love, My Love       | Ganó      |